# Purbi Singhbhum
Purba Singhbhum är ett distrikt i Indien.   Det ligger i delstaten Jharkhand, i den östra delen av landet, 1 100 km sydost om huvudstaden New Delhi. Antalet invånare är 2 293 919.
Följande samhällen finns i Purba Singhbhum:
- Jamshedpur
- Baharāgora
- Jugsālai
- Ghātsīla
- Mushābani
- Chākuliā
- Kālikāpur